# NHL All-Star Game 2019
NHL All-Star Game 2019 – 64 Mecz Gwiazd ligi NHL odbył się 26 stycznia 2019 w hali SAP Center w San Jose. Gospodarzem po raz drugi (poprzednio w 1997) była miejscowa drużyna San Jose Sharks. Tak jak w latach 2016 - 2018 wystąpiły cztery drużyny reprezentujące poszczególne dywizje. Zwyciężyła drużyna Dywizji Metropolitalnej.

## Regulamin zawodów
Mecze rozgrywane były przez drużyny składające się z bramkarza i trzech zawodników w polu. Każdy mecz składał się z dwóch części po 10 minut każda.

## Konkursy umiejętności
Tradycyjnie mecz Gwiazd poprzedziły w dniu 25 stycznia konkursy w sześciu konkurencjach. Konkursy miały charakter indywidualny. W poszczególnych konkurencjach zwyciężyli:
- najszybszy zawodnik - Connor McDavid (Edmonton Oilers) 13,378 sek.
- celność podań - Leon Draisaitl (Edmonton Oilers) 1:09,088 sek.
- obrona rzutów karnych - Henrik Lundqvist (New York Rangers)  obrona kolejnych 12 rzutów karnych
- kontrola nad krążkiem - Johnny Gaudreau (Calgary Flames) 27,045 sek.
- siła strzału - John Carlson (Washington Capitals) 102,8 mil/godz. (165,4 km/godz.)
- precyzja strzału - David Pastrňák (Boston Bruins) 11,309 sek.

## Składy drużyn
W pierwszej kolejności w drodze głosowania kibiców wybrani zostali kapitanowie drużyn. Głosowanie rozpoczęło się 1 grudnia i trwało do 23 grudnia 2018. W jego wyniku wybrani zostali Connor McDavid po raz trzeci z rzędu jako kapitan Dywizji Pacyficznej, Auston Matthews (Dywizja Atlantycka) i Nathan MacKinnon (Dywizja Centralna). Kapitanem Dywizji Metropolitalnej  wybrany został po raz drugi z rzędu  Aleksandr Owieczkin jednak zrezygnował z udziału w Meczu Gwiazd tłumacząc to wiekiem (33 lata) i koniecznością odpoczynku przed drugą częścią sezonu.
Trenerami zespołów poszczególnych dywizji zostali mianowani trenerzy drużyn, które 5 stycznia posiadały największą procentową zdobycz punktową. Są to Jan Cooper (Tampa Bay Lightning) – Dywizja Atlantycka, Bill Peters (Calgary Flames) – Dywizja Pacyficzna, Paul Maurice (Winnipeg Jets) – Dywizja Centralna i Todd Reirden (Washington Capitals) – Dywizja Metropolitalna.
2 stycznia 2019 NHL Hockey Operations Departament ogłosił składy poszczególnych dywizji. W głosowaniu kibiców „Last Men In” trwającym od 3 do 10 stycznia składy uzupełnione zostały o ostatniego zawodnika. Z powodu kontuzji Carey Price (Montreal Canadiens) został zastąpiony przez Andrieja Wasilewskiego a Taylor Hall (New Jersey Devils) przez Kyle Palmieri.
| Dywizja Pacyficzna             |                                |                                |                                    |                                        |                                |
| Napastnicy                     |                                |                                |                                    |                                        |                                |
| Connor McDavid Edmonton Oilers | Joe Pavelski San Jose Sharks   | Johnny Gaudreau Calgary Flames | Elias Pettersson Vancouver Canucks | Leon Draisaitl Edmonton Oilers         | Clayton Keller Arizona Coyotes |
| Obrońcy                        | Obrońcy                        | Obrońcy                        | Bramkarze                          | Bramkarze                              | Trener                         |
| Erik Karlsson San Jose Sharks  | Drew Doughty Los Angeles Kings | Brent Burns San Jose Sharks    | John Gibson Anaheim Ducks          | Marc-André Fleury Vegas Golden Knights | Bill Peters Calgary Flames     |

| Dywizja Centralna                   |                                   |                                 |                                      |                                 |                              |
| Napastnicy                          |                                   |                                 |                                      |                                 |                              |
| Nathan MacKinnon Colorado Avalanche | Mikko Rantanen Colorado Avalanche | Patrick Kane Chicago Blackhawks | Gabriel Landeskog Colorado Avalanche | Ryan O’Reilly St. Louis Blues   | Mark Scheifele Winnipeg Jets |
| Napastnicy                          | Obrońcy                           | Obrońcy                         | Bramkarze                            | Bramkarze                       | Trener                       |
| Blake Wheeler Winnipeg Jets         | Miro Heiskanen Dallas Stars       | Roman Josi Nashville Predators  | Devan Dubnyk Winnipeg Jets           | Pekka Rinne Nashville Predators | Paul Maurice Winnipeg Jets   |

| Dywizja Metropolitalna            |                                   |                                  |                                    |                                   |                                   |
| Napastnicy                        |                                   |                                  |                                    |                                   |                                   |
| Sidney Crosby Pittsburgh Penguins | Sebastian Aho Carolina Hurricanes | Mathew Barzal New York Islanders | Cam Atkinson Columbus Blue Jackets | Kyle Palmieri New Jersey Devils   | Claude Giroux Philadelphia Flyers |
| Obrońcy                           | Obrońcy                           | Obrońcy                          | Bramkarze                          | Bramkarze                         | Trener                            |
| John Carlson Washington Capitals  | Kris Letang Pittsburgh Penguins   | Seth Jones Columbus Blue Jackets | Henrik Lundqvist New York Rangers  | Braden Holtby Washington Capitals | Todd Reirden Washington Capitols  |

| Dywizja Atlantycka                  |                                     |                               |                                         |                                    |                                |
| Napastnicy                          |                                     |                               |                                         |                                    |                                |
| Auston Matthews Toronto Maple Leafs | Nikita Kuczerow Tampa Bay Lightning | David Pastrňák Boston Bruins  | John Tavares Toronto Maple Leafs        | Steven Stamkos Tampa Bay Lightning | Jack Eichel Buffalo Sabres     |
| Napastnicy                          | Obrońcy                             | Obrońcy                       | Bramkarze                               | Bramkarze                          | Trener                         |
| Jeff Skinner Buffalo Sabres         | Thomas Chabot Ottawa Senators       | Keith Yandle Florida Panthers | Andriej Wasilewskij Tampa Bay Lightning | Jimmy Howard Detroit Red Wings     | Jon Cooper Tampa Bay Lightning |

## Wyniki spotkań
| PÓŁFINAŁY                                   |             | | |
| Drużyny                                     | Wynik meczu | Strzelcy bramek | Strzelcy bramek |
| Dywizja - Dywizja Centralna Pacyficzna      | 10 : 4      | 01:03 Mikko Rantanen (1), 01:03 Gabriel Landeskog (1), 05:08 Roman Josi (1), 05:31 Patrick Kane, 06:39 Mark Scheifele (1), 07:50 Mikko Rantanen (2), 08:11 Patrick Kane, 10:42 Gabriel Landeskog (2), 12:30 Ryan O’Reilly (1), 14:36 Gabriel Landeskog (3) | 04:51 Erik Karlsson (1), 14:47 Johnny Gaudreau (1), 15:52 Erik Karlsson (2), 16:02 Brent Burns (1)                                |
| Dywizja - Dywizja Metropolitalna Atlantycka | 7 : 4       | 00:15 Sidney Crosby (1), 01:56 Seth Jones (1), 09:40 Seth Jones (2),13:37 Sidney Crosby (2), 16:22 Kris Letang (1), 18:08 Sebastian Aho (1), 19:14 Cam Atkinson (1)                                                                                        | 02:04 Jack Eichel (1), 03:13 Steven Stamkos (1), 10:58 Jeff Skinner (1), 11:28 John Tavares (1)                                   |
| FINAŁ                                       |             | | |
| Dywizja - Dywizja Metropolitalna Centralna  | 10 : 5      | 00:22 Mathew Barzal (1), 01:53 Claude Giroux (1) 03:40 Kris Letang (2), 08:16 Kyle Palmieri (1), 09:55 Sidney Crosby (3), 14:02 Sidney Crosby (4), 15:35 Sebastian Aho (2), 15:43 Cam Atkinson (2), 17:16 Mathew Barzal (2), 19:08 Cam Atkinson (3)        | 11:15 Gabriel Landeskog (4), 13:25 Mikko Rantanen (3), 14:38 Ryan O’Reilly (1), 18:30 Mikko Rantanen (3), 18:50 Blake Wheeler (1) |